# Axiom
Axiom é um sistema livre com a finalidade para sistema de álgebra computacional. Consiste em um ambiente de interpretação, um compilador e uma biblioteca, que é definida por uma forte digitação, digitação correta da hierarquia matemática.

## Historia
No início da década de 70, pesquisadores da IBM iniciaram o projeto de desenvolvimento de uma plataforma para computações matemáticas, chamada de Scratchpad, a qual foi desenvolvida durante aproximadamente 20 anos. No início da década de 90, o projeto foi renomeado para Axiom e vendido para a empresa Numerical Algorithms Group (NAG), que passou a comercializar o sistema. No entanto, o sistema não obteve sucesso comercial, sendo retirado do mercado em 2001, quando a NAG o lançou como sistema de código livre, sob uma versão da licença BSD.

## Documentação
1. Daly, T. "Axiom Volume 1: Tutorial"

## Interface
Existe um modo de interação especializada para Emacs, assim como um plugin para o editor TeXmacs.